# Orgues de la basilique de Trèves
La basilique de Constantin de Trèves possède aujourd'hui deux orgues : un orgue de chœur avec 30 registres sur deux manuels et un pédalier, et depuis 2014 de nouvelles grandes orgues du facteur d'orgues Eule. 
La salle Caspar Olevian, attenante à la basilique, comprend un orgue du facteur néerlandais Van Vulpen.
Le titulaire des orgues de la basilique de Trèves est, depuis 1999, son cantor Martin Bambauer, qui a été notamment élève de Daniel Roth

## Orgue Ibach
Dans le cadre de la consécration de la basilique au culte protestant, elle avait reçu un premier orgue . L'instrument avait été construit en 1856 par les frères Ibach, de Barmen, et avait 40 registres, répartis sur trois manuels et un pédalier . Dans les deux tours de pédales on pouvait voir les tuyaux du Principal 32 '. Le buffet mesurait environ 15 m de haut, 10 m de large et 5 m de profondeur. En 1913, l'instrument fut reconstruit par le facteur d'orgues Friedrich Weigle, d'Echterdingen, et agrandi à 50 registres (sur tiroirs à membrane). La traction était pneumatique . Cet instrument a été détruit lors d'un bombardement aérien en 1944.

## Orgue Schuke

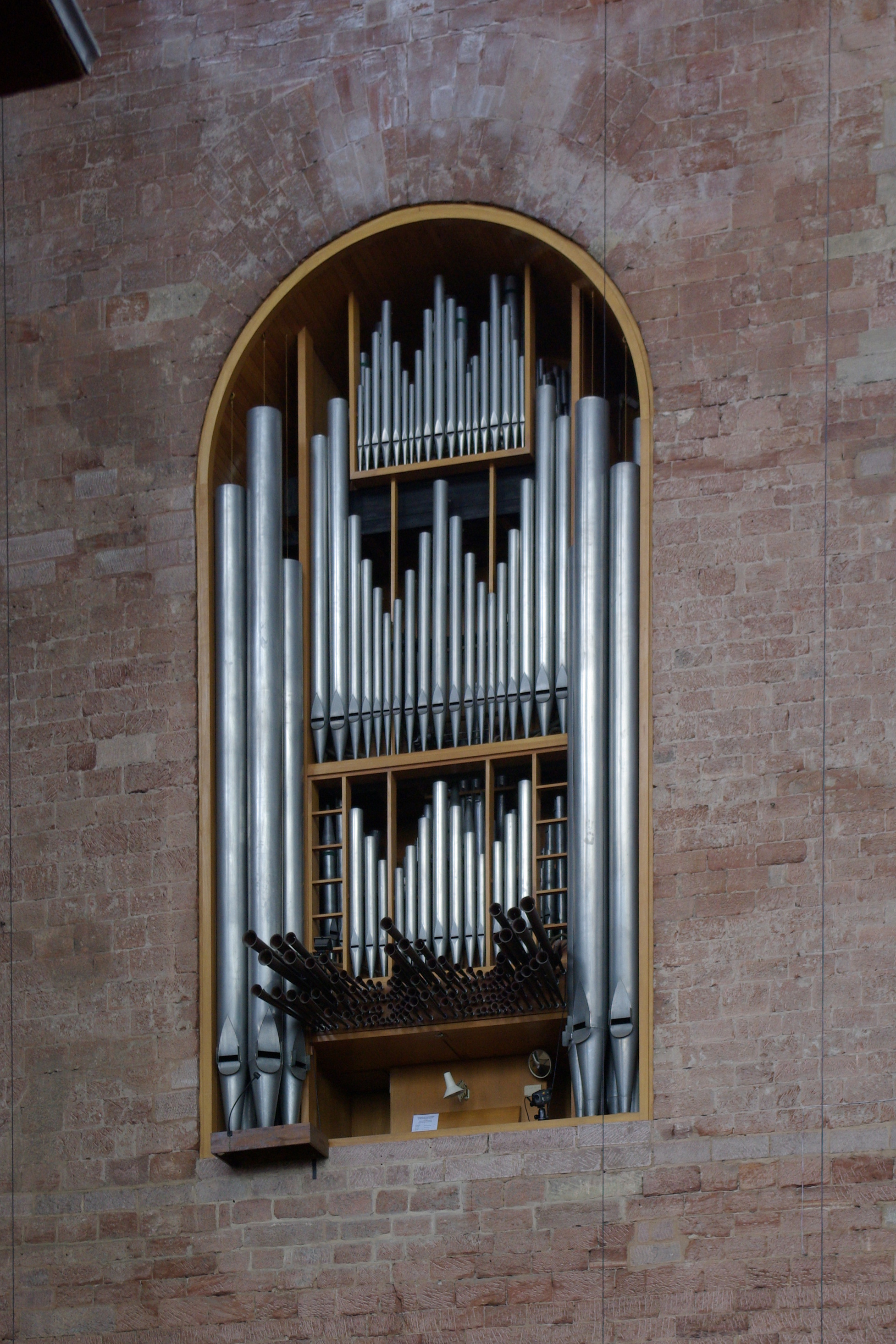
Orgue Schuke de 1962

Après la reconstruction de la basilique, à la suite des bombardements de la Seconde Guerre mondiale, le facteur d'orgue Karl Schuke, de Berlin, a construit un orgue de chœur en 1962. L'instrument est situé dans une niche du mur est de la basilique, approximativement au niveau de l'autel et à droite de celui-ci. Le buffet en remplit toute l'ouverture ; Dans la partie médiane, les sommiers du grand orgue et du positif sont disposées l'un au-dessus de l'autre, encadrés, à gauche et à droite, par les sommiers de pédale. La console est au pied de la section médiane, surmontée par la chamade . La disposition des 30 registres, répartis sur 2 claviers et un pédalier, peut être qualifiée de néobaroque. La traction est mécanique mais le tirage des jeux est électrique .
| I - Grand orgue C - g 3 |                    |       |
| 1.                      | Prinzipal          | 8′    |
| 2.                      | Rohrflöte          | 8′    |
| 3.                      | Oktave             | 4′    |
| 4.                      | Gemshorn           | 4′    |
| 5.                      | Nasat              | 2 ⁄3′ |
| 6.                      | Oktave             | 2′    |
| 7.                      | Mixtur VI–VII      |       |
| 8.                      | Scharff IV–VI      |       |
| 9.                      | Trompete           | 16′   |
| 10.                     | Spanische Trompete | 8′    |
| 11.                     | Spanische Trompete | 4′    |

| II - Positif C - g 3 |                |       |
| 12.                  | Gedackt        | 8′    |
| 13.                  | Praestant      | 4′    |
| 14.                  | Gedacktflöte   | 4′    |
| 15.                  | Feldpfeife     | 2′    |
| 16.                  | Sesquialter II | 2 ⁄3′ |
| 17.                  | Quinte         | 1′    |
| 18.                  | Mixtur V–VII   |       |
| 19.                  | Cymbel IV      |       |
| 20.                  | Fagott         | 16′   |
| 21.                  | Oboe           | 8′    |
|                      | Tremblant      |       |

| Pédale C - f 1 |                |     |
| 22.            | Prinzipal      | 16′ |
| 23.            | Oktave         | 8′  |
| 24.            | Hohlflöte      | 4′  |
| 25.            | Nachthorn      | 2′  |
| 26.            | Baßaliquot III |     |
| 27.            | Hintersatz V   |     |
| 28.            | Posaune        | 16′ |
| 29.            | Trompete       | 8′  |
| 30.            | Clairon        | 4′  |

- Accouplement : II / I, I / P, II / P
- Combinaisons : deux combinaisons libres, combinaisons fixes (pleno, tutti)

## Orgue Eule

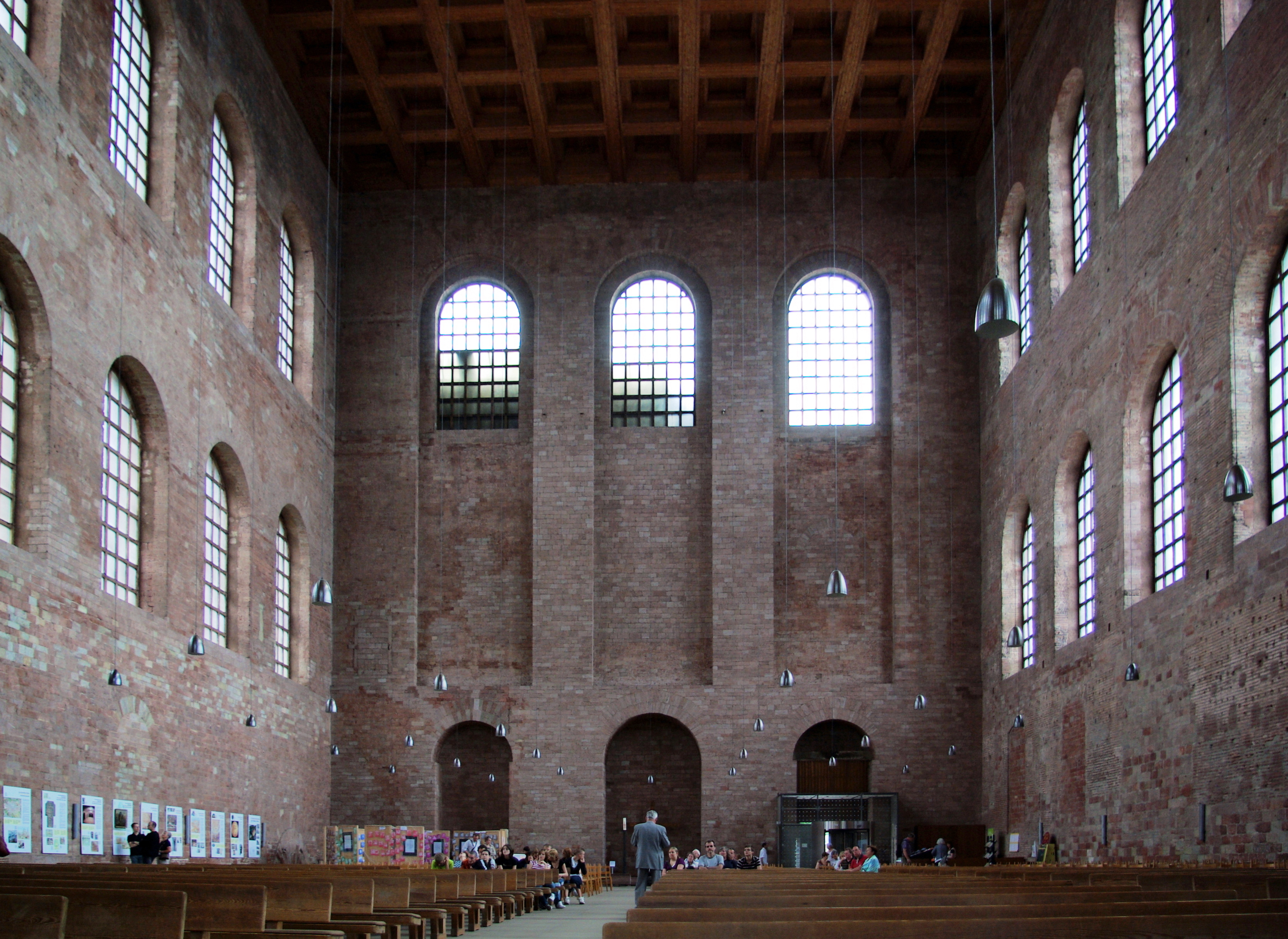
Le mur sud avant l'installation des grandes orgues.

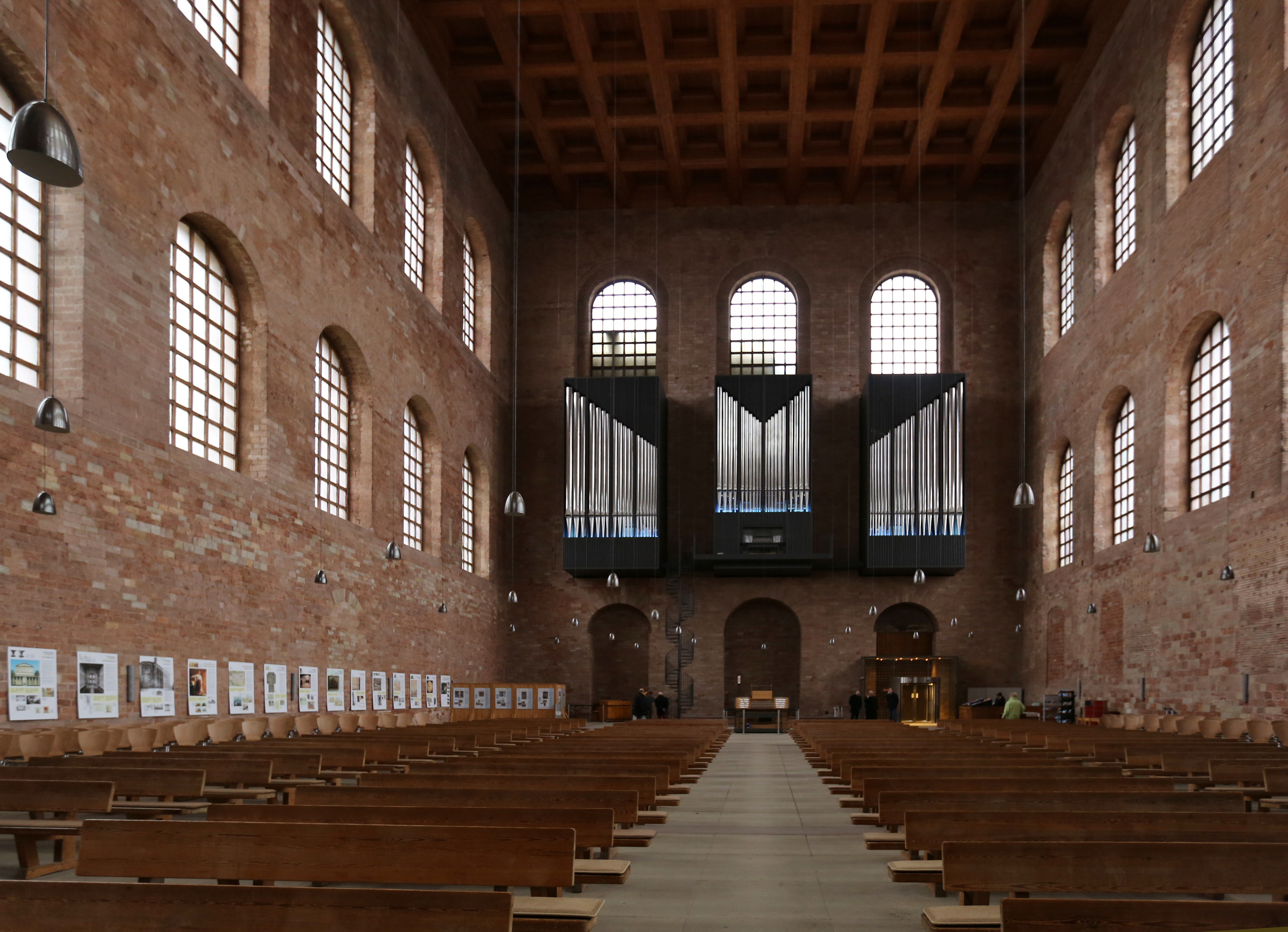
Le buffet d'orgue actuellement

Dès les années 1950, on a réfléchi à construire un nouvel instrument principal pour remplacer l'orgue Ibach détruit pendant la guerre. En 2006, la basilique de Constantin célèbre un double anniversaire: 150 ans de l'Église évangélique du Rédempteur et 50 ans de reconstruction d'après-guerre. Dans ce contexte, lors d'un événement festif qu'il organisait, le Land de Rhénanie-Palatinat, propriétaire du bâtiment et acteur de l'action culturelle régionale, a annoncé la construction de nouvelles grandes orgues sur le mur du fond de l'église.
Deux procédures de sélection ont eu lieu: d'une part, la sélection du facteur d'orgue, et d'autre part un concours d'architecture, qui portait sur l'intégration de l'instrument dans l'espace. De nombreux comités ont été impliqués dans ces travaux, à la fois du gouvernement du Land de Rhénanie-Palatinat et des Monuments historiques, mais aussi les unions d'églises (fédérales et locales). En outre, l'UNESCO a été impliquée dans le processus de prise de décision, car il s'agissait d'un projet de construction dans un site inscrit au patrimoine mondial. Le facteur d'orgues Hermann Eule, de Bautzen, a reçu la commande pour construire le nouvel instrument . Il avait déjà construit l'orgue de l'église évangélique de Saarburg dans le consistoire protestant de Trèves. Le design extérieur a été conçu par les architectes Auer & Weber, de Munich & Stuttgart .
Ce nouvel instrument a été installé sur le mur du fond de la basilique en 2014. Il est représentatif de toute la musique d'orgue du XIXe siècle et peut donc être qualifié de symphonique. L'instrument dispose de 82 registres (plus de 6000 tuyaux) répartis sur quatre claviers et un pédalier. Cela fait de l'orgue le plus grand orgue de Trèves et l'un des plus grands de Rhénanie-Palatinat.
L'instrument est réparti en trois corps suspendus au mur du fond. Ils sont situés devant ou dans les niches de fenêtres, dont ils occupent à peu près la largeur, et ne dépassent globalement que légèrement à l'intérieur de l'église .
Le Grand orgue (I) est conforme aux styles haut-baroque et baroque-tardif allemands, le Positif (II) au style romantique allemand et le Récit expressif (III) au style romantique français. 
Le 4ème clavier (IV) commande deux sommiers: un orchestre, également expressif, avec des timbres propres au style romantique anglais (comprenant un chœur de cordes) et une pression du vent d'environ 150 mm d'eau, et un solo, non expressif, avec des registres à haute pression (comprenant un tuba imperialis) et une pression du vent d'environ 380 mm d'eau. Ces deux sommiers peuvent être accouplés indépendamment l'un de l'autre à tous les autres manuels et à la pédale.
La console principale est située devant le corps central et est accessible par un étroit escalier en colimaçon. La registration est électrique mais la traction est mécanique et est partiellement relayé par des machines Barker (Récit, Orchestre & Pédale). Les jeux à haute pression sont à traction électrique. Une seconde console, mobile, a également été construite afin de pouvoir jouer, par exemple, depuis la nef ou le chœur .
Si l'orgue a été jugé lors de son inauguration comme une réussite du point de vue sonore, des voix critiques se sont cependant élevées quant à son aspect visuel: par rapport à la simulation informatique présentée en 2012 , le buffet a été considérablement modifié. Contrairement à l'idée initiale de loger les tuyaux d'orgue dans trois tours peintes en couleur claire afin d'allonger les surfaces des fenêtres vers le bas, les tuyaux ont été finalement installés dans des "cuboïdes noirs d'apparence menaçante, des corps étranger dérangeants, anéantissant la construction d'une relation dans l'église".
| I Hauptwerk C–c4 |                  |       |
| 1.               | Praestant        | 16′   |
| 2.               | Gedackt          | 16′   |
| 3.               | Principal major  | 8′    |
| 4.               | Principal minor  | 8′    |
| 5.               | Gambe            | 8′    |
| 6.               | Flûte harmonique | 8′    |
| 7.               | Rohrflöte        | 8′    |
| 8.               | Erzähler         | 8′    |
| 9.               | Octave           | 4′    |
| 10.              | Gemshorn         | 4′    |
| 11.              | Quinte           | 2 ⁄3′ |
| 12.              | Octave           | 2′    |
| 13.              | Mixtur major V   | 2′    |
| 14.              | Mixtur minor III | 1 ⁄3′ |
| 15.              | Cornet II–V      | 2 ⁄3′ |
| 16.              | Trombone         | 16′   |
| 17.              | Trompete         | 8′    |
| 18.              | Clairon          | 4′    |

| II Schwell-Positiv C–c4 |                          |     |
| 19.                     | Lieblich Gedeckt         | 16′ |
| 20.                     | Geigenprincipal          | 8′  |
| 21.                     | Konzertflöte             | 8′  |
| 22.                     | Zartgedackt              | 8′  |
| 23.                     | Quintatön                | 8′  |
| 24.                     | Salicional               | 8′  |
| 25.                     | Aeoline                  | 8′  |
| 26.                     | Vox coelestis            | 8′  |
| 27.                     | Geigenoctave             | 4′  |
| 28.                     | Fugara                   | 4′  |
| 29.                     | Flauto traverso          | 4′  |
| 30.                     | Waldflöte                | 2′  |
| 31.                     | Progressio III–V         | 2′  |
| 32.                     | Harmonia aetherea III–IV | 2′  |
| 33.                     | Aeoline                  | 16′ |
| 34.                     | Clarinette               | 8′  |
| 35.                     | Oboe                     | 8′  |
| 36.                     | Celesta                  | 8′  |
|                         | Tremblant                |     |

| III Récit expressif C–c4 |                      |        |
| 37.                      | Quintaton            | 16′    |
| 38.                      | Diapason             | 8′     |
| 39.                      | Flûte traversière    | 8′     |
| 40.                      | Cor de nuit          | 8′     |
| 41.                      | Viole de Gambe       | 8′     |
| 42.                      | Voix céleste         | 8′     |
| 43.                      | Octave               | 4′     |
| 44.                      | Flûte octaviante     | 4′     |
| 45.                      | Nasard               | 2 ⁄3′  |
| 46.                      | Octavin              | 2′     |
| 47.                      | Tierce               | 1 3⁄5′ |
| 48.                      | Piccolo              | 1′     |
| 49.                      | Plein jeu V          | 2 ⁄3′  |
| 50.                      | Bombarde             | 16′    |
| 51.                      | Trompette harmonique | 8′     |
| 52.                      | Basson-Hautbois      | 8′     |
| 53.                      | Voix humaine         | 8′     |
| 54.                      | Clairon harmonique   | 4′     |
|                          | Tremblant            |        |

| IV Orchestre (expressif) C - c 4 |                       |        |
| 55.                              | Contra Gamba          | 16′    |
| 56.                              | Orchestral Viola      | 8′     |
| 57.                              | Viola céleste         | 8′     |
| 58.                              | Clarabella            | 8′     |
| 59.                              | Violine               | 4′     |
| 60.                              | Harmonic flute        | 4′     |
| 61.                              | Flautino              | 2′     |
| 62.                              | Cornett d’ violes III | 3 1⁄5′ |
| 63.                              | Cor anglais           | 16′    |
| 64.                              | Clarinet              | 8′     |
| 65.                              | French Horn           | 8′     |

| IV Solo (non expressif) C - c 4 |                     |    |
| 66.                             | Principalis romanus | 8′ |
| 67.                             | Konstantin-Flöte    | 8′ |
| 68.                             | Tuba imperialis     | 8′ |
| 69.                             | Carillon            |    |

| Pédales C - g 1 |                             |        |
| 70.             | Majorprincipal (Ext. Nr.72) | 32′    |
| 71.             | Untersatz (Ext. Nr. 74)     | 32′    |
| 72.             | Principalbass               | 16′    |
| 73.             | Violonbass                  | 16′    |
| 74.             | Subbass                     | 16′    |
| 75.             | Gedacktbass (= Nr. 37)      | 16′    |
| 76.             | Salicetbass(= Nr. 55)       | 16′    |
| 77.             | Open wood                   | 16′    |
| 78.             | Octavbass                   | 8′     |
| 79.             | Violoncello                 | 8′     |
| 80.             | Bassflöte                   | 8′     |
| 81.             | Octave                      | 4′     |
| 82.             | Großcornett IV              | 5 1⁄3′ |
| 83.             | Hintersatz IV               | 2 ⁄3′  |
| 84.             | Kontraposaune (Ext. Nr.85)  | 32′    |
| 85.             | Posaune                     | 16′    |
| 86.             | Trompetenbass               | 8′     |
| 87.             | Clarine                     | 4′     |

- Accouplement :
  - Normal: II / I, III / I, IV / I, III / II, IV / II, IV / III; I / P, II / P, III / P, IV / P
  - Octave sup. : II / I, II / II, III / I, III / III, IV / I, IV / III, IV / IV, II / P, III / P, IV / P
  - Octave inf. : II / I, II / II, III / I, III / III, IV / I, IV / IV
  - Orchestral / Solo: chacun indépendamment sur I, II, III, IV, P
- Combinaisons : registre crescendo (5 programmes); système de réglage électronique; Interface MIDI et système d'enregistrement/relecture

## Orgue Van Vulpen
La salle Caspar Olevian, située dans le palais du Prince-électeur de Trèves, et utilisée comme lieu de culte annexe à la Basilique, comprend un orgue du facteur néerlandais Van Vulpen (nl) d'Utrecht.
Il a été inauguré en septembre 1968
Il comprend 14 jeux, répartis sur 2 claviers et un pédalier, à traction mécanique.
| I - Grand orgue C - g 3 |              |           |
| 1.                      | Rohrflöte    | 8′        |
| 2.                      | Principal    | 4′        |
| 3.                      | Gemshorn     | 4′        |
| 4.                      | Waldflöte    | 2′        |
| 5.                      | Mixtur       | 3-4 rangs |
| 6.                      | Sesquialtera | 2 rangs   |

| II - Positif C - g 3 |              |       |
| 7.                   | Holzgedackt  | 8′    |
| 8.                   | Gedacktflöte | 4′    |
| 9.                   | Principal    | 2′    |
| 10.                  | Nasard       | 1 ⁄3′ |
| 11.                  | Regal        | 8′    |
|                      | Tremblant    |       |

| Pédale C - f 1 |            |     |
| 12.            | Subbaß     | 16′ |
| 13.            | Gedacktbaß | 8′  |
| 14.            | Pommer     | 4′  |

- Accouplement : II / I, I / P, II / P

### Échantillons sonores de l'orgue Schuke
- Prelude en ré de Buxtehude, par Elisabeth Ullmann
- 1er mouvement de la 4ème sonate de Felix Mendelssohn Bartholdy, par Wolfgang Zerer
- 2ème & 3ème mouvements de la 4ème sonate de Felix Mendelssohn Bartholdy, par Wolfgang Zerer

### Échantillons sonores de l'orgue Eule
- Aufzeichnung des Deutschlandfunks vom Einweihungsgottesdienst der Orgel am 30. November 2014 mit viel Orgelmusik
- Le nouvel orgue Eule de la basilique de Constantin à Trèves lors d'un concert pour choeur et cuivres (youtube), enregistrement du 14 Décembre 2014 (3. dimanche de l'Avent)